# 华鲮
华鲮（学名：Sinilabeo rendahli）为輻鰭魚綱鯉形目鲤科的其中一種，俗名青龙棒、青杆鱼，是中国的特有物种。分布于四川省境内长江的主支流中等。该物种的模式产地在重庆、泸州。體長可達33公分。

## 扩展阅读
維基物種上的相關：华鲮